# Gramática de árvore regular
Em informática teórica e teoria das linguagens formais, uma gramática de árvore regular (RTG) é uma gramática formal que descreve o conjunto de árvores direcionais, ou termos. A gramática regular pode ser vista como um tipo especial de gramática de árvore regular, descrevendo um conjunto de árvores de caminho único.

## Definição
Uma gramática de árvore regular G é definida pela tupla
G = (N, Σ, Z, P),
onde
- N é um conjunto de não-terminais,
- Σ é o alfabeto ranqueado (i.e., um alfabeto cujos símbolos possuem uma aridade associada) disjunto de N,
- Z é a variável não-terminal inicial, com Z ∈ N, e
- P é o conjunto de produções da forma A → t, com A ∈ N, e t ∈ TΣ(N), onde TΣ(N) é o universo de Herbrand associado, i.e. o conjunto de todas as árvores compostas pelos símbolos em Σ ∪ N de acordo com suas aridades, onde não-terminais são considerados nulários.

## Derivações de Árvores
A gramática G, implicitamente, define um conjunto de árvores onde qualquer árvore que possa ser derivada de Z usando o conjunto de regras P é dita como sendo gerada por G.
Esse conjunto de árvores é conhecido como o conjunto de linguagens de G.
Mais formalmente, a relação ⇒G no conjunto TΣ(N) é definida da seguinte forma:
Uma árvore t1∈ TΣ(N) pode ser derivada em um único passo numa árvore t2 ∈ TΣ(N)
(resumindo: t1 ⇒G t2), se existe um contexto S e uma produção (A→t) ∈ P como no exemplo:
- t1 = S[A], e
- t2 = S[t].

Aqui, um contexto significa uma árvore com exatamente uma lacuna; se S é esse contexto, S[t] denota o resultado de preencher a árvore t na lacuna de S.
A linguagem de árvores gerada por G é a linguagem L(G) = { t ∈ TΣ | Z ⇒G* t }.
Aqui, TΣ denota o conjunto de todas as árvores compostas de símbolos de Σ, enquanto ⇒G* denota aplicações sucessivas de ⇒G.
Uma linguagem gerada por uma gramática de árvore regular é uma linguagem de árvores regular.

## Exemplos
Seja G1 = (N1,Σ1,Z1,P1), onde

Exemplo árvore de derivação G_{1} em notação linear (tabela no canto superior esquerdo) e gráfica (figura principal)

- N1 = {Bool, BList } é o nosso conjunto de não-terminais,
- Σ1 = { true, false, nil, cons(.,.) } é o nosso alfabeto ranqueado, aridades indicados pelos argumentos (i.e. o símbolo cons tem peso 2),
- Z1 = BList é o nosso não-terminal inicial, e
- o conjunto P1 consiste nas seguintes produções:
  - Bool → false
  - Bool → true
  - BList → nil
  - BList → cons(Bool,BList)

Um exemplo de derivação da gramática G1 é
BList
⇒ cons(Bool,BList)
⇒ cons(false,cons(Bool,BList))
⇒ cons(false,cons(true,nil)).
A imagem demonstra a árvore de derivação correspondente; ela é uma árvore de árvores (figura principal), enquanto que a árvore de derivação da gramática de termos é uma árvore de cadeias (tabela no canto superior esquerdo).
A árvore gerada por G1 é o conjunto de todas as listas finitas de valores booleanos L(G1), que é igual a TΣ1.
A gramática G1 corresponde a declaração de tipos algébricos
```
  
datatype
 
Bool

    
=
 
false

    
|
 
true

  
datatype
 
BList

    
=
 
nil

    
|
 
cons
 
of
 
Bool
 
*
 
BList

```

na linguagem de programação Standard ML: todos os membros de L(G1) correspondem a um valor do tipo BList em Standard ML.
Em outro exemplo, seja G2 = (N1,Σ1,BList1,P1 ∪ P2), usando o conjunto de não-terminais e o alfabeto definidos no exemplo anterior, mas estendendo o conjunto de produções anterior com P2, consistindo das seguintes produções:
- BList1 → cons(true,BList)
- BList1 → cons(false,BList1)

A linguagem L(G2) é o conjunto de todas as listas finitas de valores booleanos que contém true em pelo menos um item. O conjunto L(G2) não possui tipo de dado equivalente em Standard ML, nem em nenhuma outra linguagem funcional.
Ele um conjunto próprio de L(G1).
O termo do exemplo acima por acaso está em L(G2), tambpem, como mostra a derivação a seguir:
BList1
⇒ cons(false,BList1)
⇒ cons(false,cons(true,BList))
⇒ cons(false,cons(true,nil)).

## Propriedades da Linguagem
Se ambos L1, L2 são linguagens de árvores regulares, então os conjuntos de árvores L1 ∩ L2, L1 ∪ L2, e L1 \ L2 também são linguagens de árvores regulares, e é decidível tanto para L1 ⊆ L2, quanto para L1 = L2.

## Caracterizações adicionais e relações com outras linguagens formais
Rajeev Alur e Parthasarathy Madhusudan relacionaram uma subclasse de linguagens de árvores binárias regulares a palavras aninhadas e linguagens visivelmente com pilha.
As linguagens de árvores regulares também são as linguagens reconhecidas por Autômatos de árvore ascendentes e autômatos de árvore não-derterminísticos descendentes.
Gramáticas de árvores regulares são generalizações de Gramáticas Regulares.